# Нібиодноденник блискучий
Нібиодноденник блискучий (Pseudephemerum nitidum) — вид мохів порядку дикранальних (Dicranales).

## Поширення
Батьківщиною є Європа, Африка, Північна Америка, Південна Америка, Азія, Австралія, Нова Зеландія.
Населяє вологий ґрунт, мулисті купини на трав'янистих ділянках біля берегів річок; від низьких до помірних висот.

## Характеристика
Стеблові листки прямовисні, розпростерті, ланцетні, до 1.8 мм на кінчику стебла, основа яйцеподібна, краї рівні, цілокраї, зубчасті на плоскій верхівці. Коробочкові ніжки 1(2), короткі, прямовисні. Коробочка блідо-коричнева, 0.5–0.65 мм, яйцювата з коротким загостренням, гладка. Коробочки дозрівають у листопаді.